# Belfrage (adelsätt)
För andra betydelser, se Belfrage.
Belfrage (uttal /bellfra:g(e)/) är en ursprungligen skotsk månghövdad adelsätt som inkom till Sverige 1624.

## Historik

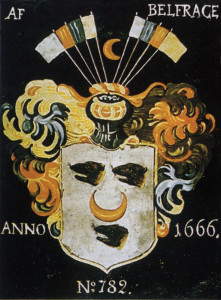
Ättens vapensköld på Riddarhuset.

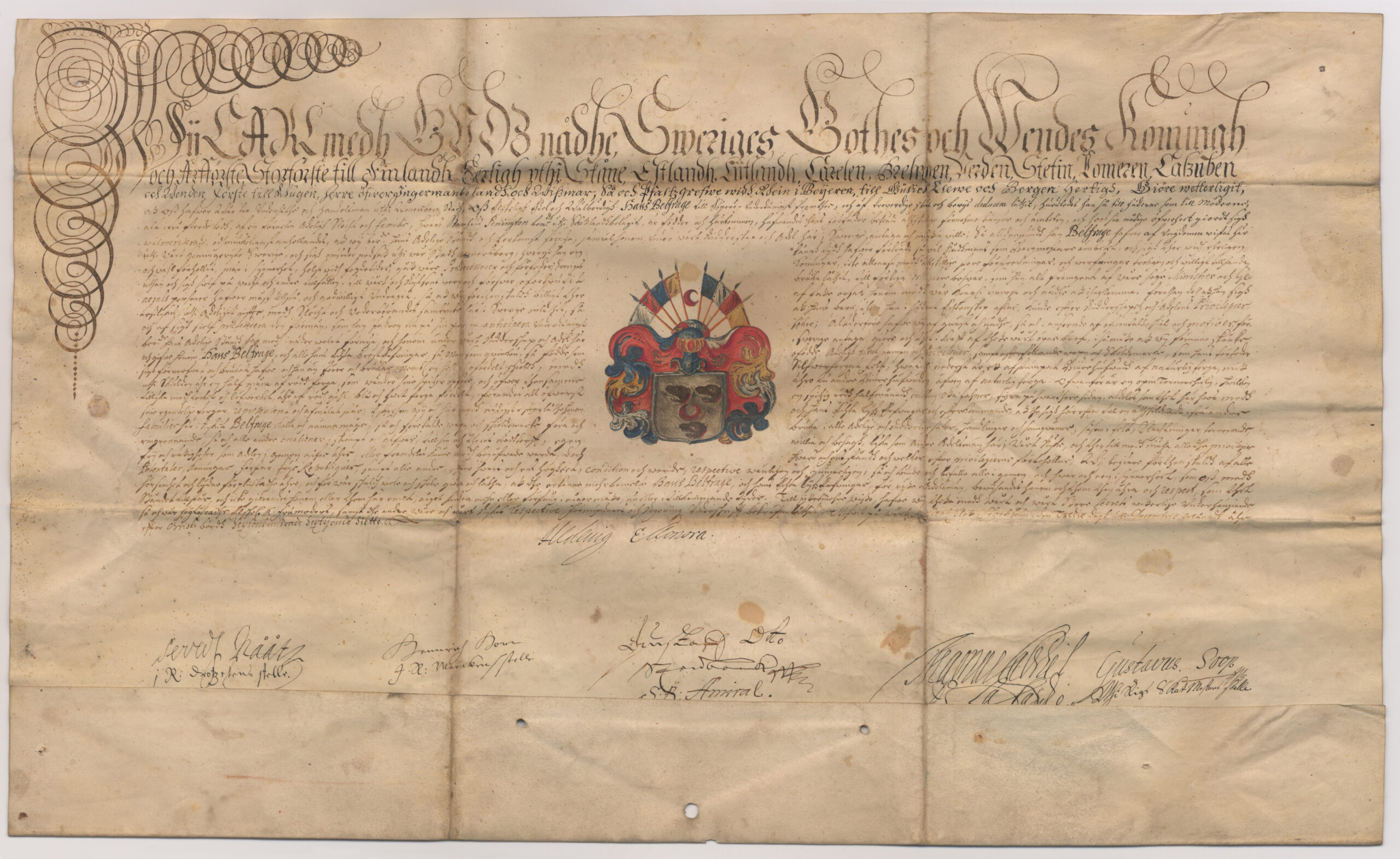
Hans Belfrages adelsbrev.

Ätten inkom i Sverige 1624 med stamfadern John, i Sverige Hans, Belfrage, född 1614 i staden Kirkcaldy och hans mor Joneta Balram som hade rötter i ätten Stuart. Fadern hette Henrik Belfrage, och antogs vara död vid denna tidpunkt. Det engelska namnet var ursprungligen Beveridge ("Beveritsch"), med Belfrage ("Belfritsch") som en av flera variationer. I John/Hans Belfrages dopattest stavas namnet Bewrage. I Sverige uppfattades det engelska uttalet av namnet som Befritz. Hans bosatte sig i Brätte (föregångare till Vänersborg), och gifte sig 1638 med borgmästardottern Elisabeth Segolsdotter (död 1657). De fick tio barn, födda 1640–1656. Befritz gifte om sig 1658 med Brita Roos af Hjelmsäter. Vid "rådstuga" den 25 juni 1660 blev han tillförordnad borgmästare i Vänersborg.
År 1666 ansökte Hans Befritz om att bli svensk adelsman, med hänvisning till sin adliga härkomst från Skottland, vilket på begäran intygades av magistraten i staden Culross (Fife) den 28 april samma år. Den 3 december 1666 beviljades adelskapet med namnet Belfrage nr 782, och släkten introducerades på Riddarhuset den 27 augusti 1668. Hans Belfrage avled 13 november 1688, och begravdes i familjegraven, vid den numera försvunna Naglums kyrka (raserades på 1790-talet).
Släkten uppflyttades i riddarklassen 1778.

## Stamtavla (urval)
- Hans Befritz, adlad Belfrage (1614–1688), rådman
  - Henrik Johan Belfrage (1640–1706), överstelöjtnant
    - Rutger Belfrage (1689–1751), löjtnant
      - Åke Belfrage (1722–1760), löjtnant
        - Johan Leonard Belfrage (1754–1820), generalmajor, godsägare

      - Peter Vilhelm Belfrage (1729–1807), löjtnant
        - Åke Gabriel Belfrage (1764–1830), major
          - Carl Vilhelm Belfrage (1797–1859), kapten
            - Vilhelm Belfrage (1824–1883), kapten
              - Åke Belfrage (1857–1916), direktör
                - Gerda Belfrage (1886–1972), gift med Gunnar Kjellberg, direktör
                  - Margareta Kjellberg (1916–2005), vissångerska

                - Gösta Belfrage (1888–1949), trävaruhandlare

          - Gustaf Åke Belfrage (1798–1868), kapten
            - Fritz Belfrage (1841–1925), läkare
              - Erik Belfrage (1879–1977), läkare
                - Karl-Erik Belfrage (1913–2002), läkare
                - Fritz Belfrage (1917–1983), advokat, gift med Barbro Hiort af Ornäs, skådespelare

              - Åke Belfrage (1880–1957), bankman
                - Sven Belfrage (1911–2009), läkare
                  - Per Belfrage (född 1940), läkare, professor
                  - Karin Belfrage (1943–2023),[2] sjukgymnast, gift med Henning Rodhe, professor

                - Gösta Belfrage (1914–2000), direktör
                  - Göran Belfrage (född 1946), ingenjör

              - Einar Belfrage (1882–1953), läkare

          - Fredrik Detlof Belfrage (1808–1890), major
            - Ebba Albertina Adelaide Belfrage (1848–1928), gm sparbankskamrerare Adolf Leonard Andersson, 1840-1897. Denna familj antog släktnamnet Befrits.

          - Johan August Knut Belfrage (1812–1846), brukspatron
            - Axel Belfrage (1844–1922), läkare
              - Kurt Belfrage (1878–1951), börsdirektör, rotarian
                - Kurt-Allan Belfrage (1907–1991), diplomat och företagsledare i Atlas-Copco
                  - Patrick Belfrage (född 1938), överläkare, docent
                  - Frank Belfrage (född 1942), diplomat, kabinettssekreterare
                  - Erik Belfrage (1946–2020), diplomat och företagsledare

                - Leif Belfrage (1910–1990), diplomat, kabinettssekreterare

        - Carl Gustaf Belfrage (1771–1822), kapten
          - Åke Belfrage (1803–1898), fanjunkare
            - Axel Belfrage (1837–1917), fanjunkare
              - Knut Belfrage (1889–1959), löjtnant
                - Åke Belfrage (1915–1985), tandläkare
                  - Fredrik Belfrage (född 1949), radioman och programledare

  - Bengt Belfrage (1642–1726), överstelöjtnant
    - Nils Belfrage (1688–1745), major
      - Erik Bengt Belfrage (1722–1790), fänrik
        - Johan Fredrik Belfrage (1753–1818), sergeant
          - Carl Fredrik Belfrage (1780–1841), fältvabel
            - Samuel Oskar Belfrage (1815–1886), rättare
              - Oskar Ferdinand Belfrage (1841–1874), sjöman, smedgesäll, statdräng
                - Oskar Belfrage (1867–1953), plåtslagarmästare, fabrikör
                  - John Belfrage (1901–1976), läkare
                    - Bengt Belfrage (född 1930), professor, valthornist
                    - Bertil Belfrage (född 1935), bokförläggare, universitetslektor
                      - Henrik Belfrage (född 1955), kriminolog, professor

  - Georg Belfrage (1651–1714), kapten
    - Georg Belfrage (1697–1754), löjtnant
      - Johan Gustaf Belfrage (1732–1759), furir
        - Georg Erik Belfrage (1755–1808), lantbrukare
          - Johan Gustaf Belfrage (1787–1845), kapten
            - Gustaf Belfrage (1827–1909), kammarherre

          - Esbjörn Magnus Belfrage (1790–1843), kapten
            - Vilhelm Belfrage (1834–1887), lasarettssyssloman
              - Sixten Belfrage (1883–1976), språkforskare, gift med Elsa Belfrage (1891–1983), läkare
                - Esbjörn Belfrage (1932–2001), litteraturvetare, bibliotekarie